# 348 км (зупинний пункт)
348 км — недіючий зупинний пункт Ізюмського напрямку. Розташований між зупинним пунктом Бабариківська та станцією Закомельська. Пункт розташований поблизу селища Веселе Балаклійського району. Пункт належить до Харківської дирекції Південної залізниці.
Відстань до станції Основа — 101 км.